# Antonio Cifrondi

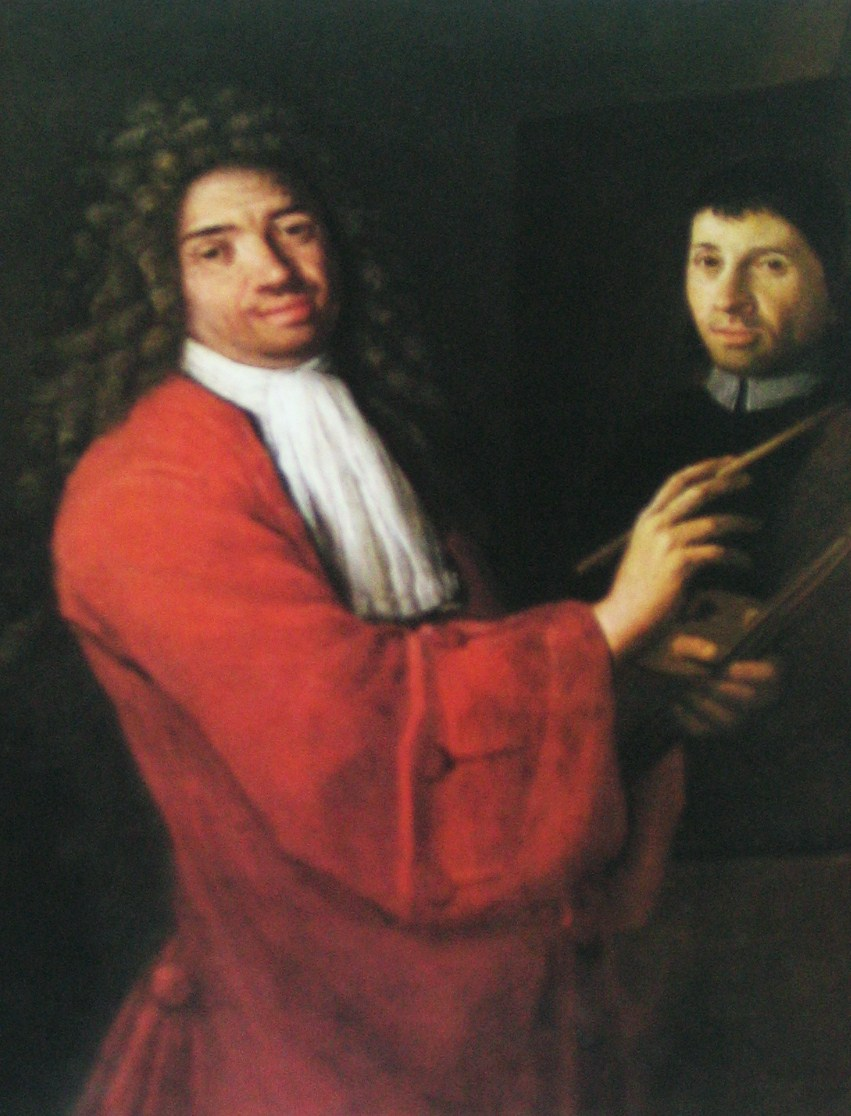
Autorretrato de Antonio Cifrondi.

Antonio Cifrondi (Clusone, cerca de Bérgamo, 11 de junio de 1655 - Brescia, 30 de octubre de 1730), pintor italiano del barroco tardío.

## Biografía

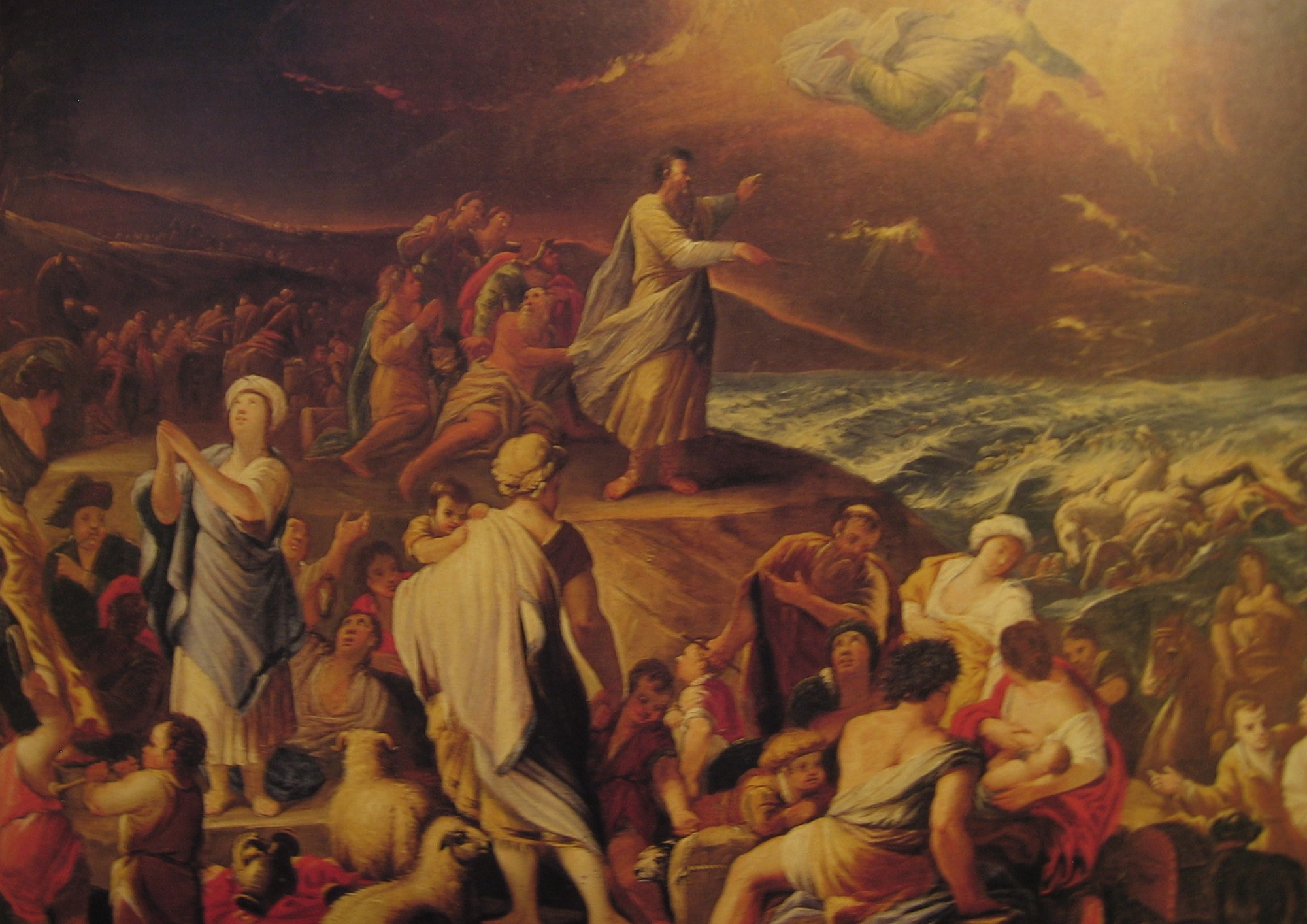
Paso del Mar Rojo.

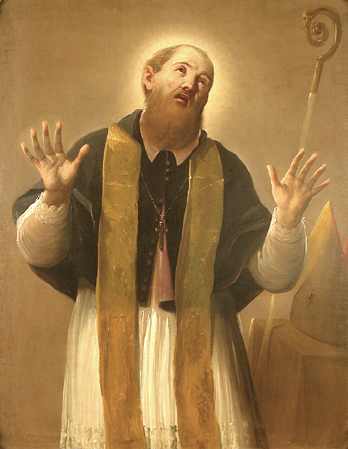
Santo Obispo.

Nacido en una familia humilde, pudo estudiar diseño y dibujo en Bolonia gracias a la ayuda de la Fondazione Fangazo, lo que le permitió ingresar en el taller de Marcantonio Franceschini (1671). Una vez concluida su formación, decidió viajar a Roma (1679), Venecia, Turín, Grenoble y París para completar sus estudios, acompañado de su hermano Ventura, que siempre fue su ayudante más cercano.
En París consiguió la protección del duque de Harcourt y la amistad del pintor Charles Le Brun. Poco después volvió a su patria, donde estableció su taller, que comenzó a producir gran cantidad de pinturas, sobre todo de carácter religioso para toda la región bergamasca.
En los siguientes años Cifrondi fue un artista itinerante, estableciéndose allí donde estaba la demanda de su arte. Residió en el Convento del Santo Spirito de Bergamo, donde dejó numerosas pinturas, y en Rosciate, donde decoró al fresco la Villa Zanchi. Los últimos años de su vida transcurrieron en Brescia, donde falleció en 1730, siendo enterrado en la iglesia de Santi Faustino e Giovita, aunque en la actualidad se desconoce el paradero de sus restos.
Característicos del estilo de Cifrondi fueron la rapidez de ejecución y una cierta preocupación social, como revela la gran cantidad de retratos de tipos populares que realizó durante su carrera. Este tipo de temática también fue tratada por otros pintores contemporáneos, cuya obra tal vez conociera Cifrondi, como Giuseppe Maria Crespi.

## Obras destacadas
- Frescos del Convento de San Bartolomeo (1689, Bergamo), destruidos.
- Derrota de Simón Mago (1691, Trescore Balneario)
- Retrato de paisano (Accademia Tadini, Lovere)
- Retrato de paisano o Autorretrato (Accademia Tadini, Lovere)
- Huida de Egipto (San Vincenzo Martire, Cerete)
- Muerte de San José (San Vicenzo Martire, Cerete)
- Martirio de San Vicente (San Vincenzo Martire, Cerete)
- Pentecostés (San Vicenzo Martire, Cerete)
- Adoración de los Reyes Magos (San Vicenzo Martire, Cerete)
- Frescos de la Sacristía de Alzano Lombardo
  - Escenas de la Pasión de Cristo
- Anciana con bastón (Musei civici de Arte e Storia, Brescia)
- Santo Obispo (1710, Museo Arte Tempo, Clusone)
- San Sebastián (Sant'Agostino, Piacenza)
- Martirio de San Alejandro (San Alessandro della Croce, Bergamo)
- Frescos de Villa Zanchi (Rosciate)
- Deposición (1720, Museo Arte Tempo, Clusone)